# Jorge Guasch
Jorge Alberto Guasch Bazán (Itá, 17 gennaio 1961) è un ex calciatore paraguaiano, di ruolo centrocampista.

## Carriera

### Club
Iniziò la carriera nel piccolo Guaraní de Davaru di Carapeguá nel 1975, venendo acquistato l'anno seguente dal Club Olimpia di Asunción; Guasch non giocò per nessun'altra squadra, rimanendovi fino al 1991, anno del suo ritiro, vincendo vari titoli a livello nazionale e internazionale, tra cui due Coppe Libertadores.

### Nazionale
Nel 1985 debuttò con il Paraguay, partecipando al campionato del mondo 1986 e alle edizioni di Argentina 1987 e Brasile 1989 della Copa América, totalizzando 47 presenze con la maglia della albirroja.

## Palmarès

### Club

#### Competizioni nazionali
- Campionato paraguaiano: 9

Club Olimpia: 1978, 1979, 1980, 1981, 1982, 1983, 1985, 1988, 1989

#### Competizioni internazionali
- Coppa Libertadores: 2

Club Olimpia: 1979, 1990
- Coppa Interamericana: 1

Club Olimpia: 1979
- Coppa Intercontinentale: 1

Club Olimpia: 1979
- Supercoppa Sudamericana: 1

Club Olimpia: 1990
- Recopa Sudamericana: 1

Club Olimpia: 1990